# Vicente Camborda
Vicente Camborda fue un sacerdote y político peruano. 
Fue miembro del Congreso General Constituyente de 1827 por el departamento de Lima. Dicho congreso constituyente fue el que elaboró la segunda constitución política del país.
Fue diputado de la República del Perú por la provincia de Conchucos Alto, que entonces formaba parte del Departamento de Junín, en 1829 y 1831 durante el primer gobierno del Mariscal Agustín Gamarra. 